# Grupo dos Cinco
|  | Per a altres significats, vegeu «Grup dels Cinc». |

El Grupo dos Cinco ("Grup dels Cinc") de l'art modern brasiler format el 1920 el compongueren les pintores Tarsila do Amaral i Anita Malfatti, l'escriptor Menotti Del Picchia i els poetes Mário de Andrade i Oswald de Andrade, i proposaven consumir i digerir les tendències culturals foranes.
El grup es posà al capdavant del moviment modernista al Brasil i fou responsable, amb altres artistes, de la Setmana d'Art Modern de 1922, realitzada al Teatre Municipal de São Paulo. Oswald de Andrade va escriure els manifests Pau-Brasil que predicava la creació d'una poesia brasilera per a l'exportació i, el 1928, el Manifest Antropofàgic, publicat a la Revista de Antropofagia, que Oswald va ajudar a fundar amb Raul Bopp i Antônio de Alcântara Machado i datat «l'any 374 de la deglució del bisbe Sardinha», reafirmant els valors del primer però amb un contingut més polític i predicant l'ús d'un "llenguatge literari (...) no catequitzat".
Els membres del Grupo dos Cinco van continuar treballant junts durant la dècada de 1920, durant la qual la seva reputació va créixer i l'hostilitat cap a les seves innovacions va anar gradualment disminuint. Mário de Andrade va col·laborar, per exemple, en la Revista de Antropofagia, fundada per Oswald de Andrade el 1928 com a resultat del Moviment Antropofàgic. Mário i Oswald de Andrade van ser els principals impulsors del moviment modernista brasiler. A l'any següent, els dos poetes es van enemistar, cosa que va suposar la ruptura del Grupo dos Cinco. De les estelles del grup original van sorgir no obstant això grups nous. De fet, gran part dels moviments vinculats al modernisme brasiler tenen el seu origen en la Setmana d'Art Modern.